# HomeKit
HomeKit — программный фреймворк от Apple, который позволяет пользователям настраивать своё устройство iOS для настройки, общения и управления умными домашними устройствами и формирования умного дома.

## Описание
Проектируя комнаты, элементы и действия в службе HomeKit, пользователи могут включать автоматические действия в доме с помощью простой голосовой диктовки Siri или приложений.
HomeKit был впервые выпущен с iOS 8 в сентябре 2014 года. Поддержка HomeKit также включена в MacOS Mojave и может использоваться на всех устройствах Apple через Siri.
Производители устройств с поддержкой HomeKit должны были иметь программу MFi, и все продукты HomeKit должны были иметь сопроцессор шифрования.
Оборудование, изготовленное без поддержки HomeKit, может быть включено для использования через «шлюз», например концентратор или хаб, объединяющий эти устройства и службу HomeKit.